# Каїрський ляльковий театр
Каїрський ляльковий театр (англ. Cairo Puppet Theatre) — ляльковий театр у столиці Єгипту місті Каїрі.

## З історії театру
Ще за доби Стародавнього Єгипту єгиптяни виготовляли і використовували ляльки, причому як для релігійних потреб (зокрема глиняні фігурки), так і в художніх (естетичних) та виховних цілях.
Традиційний маріонетковий театр розвинувся в Єгипті у арабські часи.
Заснування Каїрського лялькового театру, таким чином, стало як відновленням та укріпленням існуючих традицій, так і їхнім подальшим розвитком. Не в останню чергу, заклад було засновано на хвилі зростання національної свідомості й зацікавлення культурним надбанням країни та мистецтвом широкими народними масами після Липневої революції (1952). Задля організації театру ляльок у Каїрі було створено спеціальні фонди, запрошено іноземних фахівців. Найдієвішу допомогу в цьому надали СРСР, Чехословаччина, ПНР та Угорщина.
Датою відкриття Каїрського театру ляльок вважається 10 березня 1959 року, коли була показана прем'єрна вистава «Ель-Шатір Хассан і дочка султана», яку публіка зустріла з великим ентузіазмом.
Зростання популярності лялькових шоу спонукали державну владу виділити значну на той час грошову суму (бл. 100 тис. лір) на будівництво спеціального приміщення для театру. Власне це було не приміщення, а перший у світі багатофункціональний комплекс з мистецтва лялькарів — 7-поверхова споруда має велику головну залу (на 370 місць), багато підсобних приміщень (тренувальні кімнати, студії, цехи з виготовлення ляльок тощо), пристосованих для усіх видів лялькового театрального мистецтва. 
Якщо Каїрський ляльковий театр починався як переважно маріонетковий театр, з часом у ньому розвинулися всі види лялькового театру.

## Репертуар і діяльність
Найвідоміші вистави Каїрського лялькового театру у 1990—2000-ні (не раз із ними театр виїздив за кордон):
- Ель-Лейла Ель-Кебіра;
- Ель-Леабаа;
- Ель-Шатер Хассан;
- Монават Шаапіа;
- «Попелюшка»;
- Хассан ель-Сайєд;
- Абу Алі;
- «Принцеса і дракон»

У Каїрському театрі ляльок проводяться різноманітні заходи, в т.ч. і міжнародні фестивалі лялькарів. Через взаємообмін з театрами різних шкіл лялькового театрального мистецтва (пострадянська, зокрема, українська та російська; постсоціалістична, в першу чергу чеська; французька, китайська) трупа збагачує свій досвід, здатна ставити нові цікаві спектаклі.      
Колектив театру не раз виїздив за кордон — із гастрольними турне, зокрема країнами Арабського Сходу та Європи, брав з успіхом участь у різноманітних фестивалях лялькарів тощо.